# Pristup zadržanim elektronskim podacima
Pristup zadržanim elektronskim podacima znači pribavljanje određenih informacija o obavljenoj komunikaciji koje pružaoci telekomunikacijskih usluga (operatori) zadržavaju i u pojedinačnim slučajevima prosleđuju nadležnim organima u svrhu procesuiranja teških krivičnih dela ili zaštite nacionalne bezbednosti. Svi operatori u Srbiji su od 2010. godine zakonom obavezani da ove podatke evidentiraju i uskladište narednih 12 meseci.
Za razliku od presretanja komunikacija, odnosno prisluškivanja, pristup zadržanim podacima ne uključuje uvid u sadržaj komunikacije, ali takođe spada u posebne mere tajnog prikupljanja podataka kojima se značajno zadire u privatnost građana. Ustavom zajemčena prava od kojih se primenom ovih mera odstupa jesu nepovredivost tajnosti pisama i drugih sredstava opštenja, kao i zaštita podataka o ličnosti.

## Zadržani elektronski podaci
Zadržani podaci su podaci o elektronskoj komunikaciji koji ne otkrivaju njenu sadržinu, već beleže vrstu komunikacije, njen izvor, odredište, početak, trajanje i završetak, podatke o uređaju kojim je obavljena komunikacija, i lokaciju tog uređaja. Ovo važi kako za telefonske razgovore i SMS poruke, tako i za posete stranicama na internetu. Kada je reč o telefonskom razgovoru, čuvaju se podaci o tome koji broj je i koga zvao, kad i koliko dugo, kojim sredstvom i odakle, ali ne i o čemu su razgovarali. Podaci se čuvaju čak i ako na poziv nije odgovoreno.
Zadržani podaci spadaju u metapodatke koje svaki uređaj generiše, a operatorima su prvenstveno neophodni radi obračunavanja troškova pruženih usluga. Međutim, država zakonom obavezuje operatore da ove podatke čuvaju duže nego što im komercijalne svrhe nalažu, i to kako bi ih, u roku od godinu dana, stavili na raspolaganje nadležnim državnim organima u svrhu zaštite nacionalne bezbednosti ili vođenja krivičnog postupka.
Zadržavanje znači čuvanje ogromnog broja podataka od strane svih operatora o svim komunikacijama svih korisnika, na određeno vreme, kako bi se nekima od njih u slučaju potrebe moglo pristupiti. Međutim, podatke koje su jednom dostavili nadležnim organima operatori ne smeju da brišu po isteku 12 meseci, iz čega proizilazi da se oni čuvaju zauvek.

## Pristup zadržanim elektronskim podacima
Zadržanim podacima pristupaju samo nadležni državni organi u Ustavom i zakonom predviđene svrhe, u posebno definisanim uslovima i po propisanoj proceduri.

### Nadležni organi za pristup podacima
Nadležni organi za pristup zadržanim elektronskim podacima su Bezbednosno-informativna agencija (BIA), Vojnobezbednosna agencija (VBA) i policija. Sva tri bezbednosna organa ovlašćena su da primenjuju posebnu dokaznu radnju tajnog nadzora komunikacija u svrhu procesuiranja težih krivičnih dela pred sudovima. Primena mere pristupa zadržanim elektronskim podacima od strane BIA, VBA i policije, predviđena je i u njihovim matičnim zakonima. Policija primenjuje ovu meru i kao ciljanu potragu za licima osumnjičenim za teža krivična dela radi njihovog hapšenja. Službe bezbednosti BIA i VBA koriste je i u svrhu zaštite nacionalne bezbednosti.

### Uslovi za ostvarenje pristupa
S obzirom da je pristup zadržanim podacima vrsta posebne mere tajnog prikupljanja podataka kojom se ograničavaju ustavna jemstva tajnosti komunikacija i zaštite ličnih podataka, Ustavom Republike Srbije propisani su uslovi za njihovu primenu:
- Da budu jasno definisane i propisane zakonom (nikako podzakonskim aktom)
- Primenjuju se na određeno vreme
- Na osnovu odluke suda
- Ako je to neophodno u svrhu zaštite bezbednosti Republike Srbije i za  potrebe vođenja krivičnog postupka
- U skladu sa načelom srazmernosti u demokratskom društvu[11][12]

Potrebno je da postoji osnov sumnje da neko lice, grupa ili organizacija ugrožava bezbednost ili priprema radnje usmerene protiv bezbednosti i interesa države i društva, odnosno da priprema ili da je izvršila teško krivično delo. Takođe, potrebno je da ove pretnje i krivična dela ne mogu biti rešeni ni jednim drugim putem, osim upotrebom posebnih mera, stoga se one primenjuju samo u krajnjem slučaju.

### Procedura za pristupanje podacima
Još jedan bitan uslov za primenu posebnih mera jeste da bude primeren princip višestepenosti prilikom odobravanja i nadzora, odnosno da se instanca koja predlaže pristupanje zadržanim podacima razlikuje od instance koja je odobrava. Ustavni sud proglasio je 2012. godine neustavnim sporne odredbe Zakona o VBA i VOA, a godinu dana kasnije i odredbe Zakona o elektronskim komunikacijama na osnovu kojih su nadležni organi mogli da pristupe zadržanim podacima bez sudskog naloga. Ovaj uslov potom je unesen u sve zakone koji su sadržali sličnu odredbu.
Kada BIA i VBA pristupaju zadržanim podacima u svrhu zaštite nacionalne bezbednosti, a policija radi hapšenja osumnjičenog, njihovi matični zakoni propisuju da čelnici ovih institucija predlažu primenu mere, a odobravaju je nadležne sudije imenovanih sudova, u zavisnosti o kom organu je reč (sudija Višeg suda u Beogradu, ovlašćeni sudija ili predsednik Vrhovnog kasacionog suda). Kada se radi o prikupljanju dokaza u krivičnom postupku, javni tužilac daje obrazloženi predlog, a naredbu o sprovođenju mere donosi sudija za prethodni postupak. U svakom od ovih slučajeva sprovođenje tajnog nadzora se prekida kada prestanu i razlozi za njegovu primenu. Važan preduslov jeste da ovi organi moraju prethodno uputiti zahtev za pristup podacima operatoru od koga žele dobiti određene podatke uz sudski nalog.

## Nadzor nad pristupanjem zadržanim podacima
Zadržani elektronski podaci podrazumevaju skladištenje velikog broja podataka, što za posledicu ima pravljenje masivnih baza podataka sa prostorom za moguće zloupotrebe narušavanja privatnosti građana. Deo zadržavanja podataka su i državni organi i operatori, stoga je potrebno razviti komplikovane mehanizme zaštite i kontrole kako ne bi došlo do zloupotrebe.
Unutrašnju kontrolu nad postupanjem organa nadležnih za pristup zadržanim elektronskim podacima vrše Sektor unutrašnje kontrole policije, Unutrašnja kontrola VBA i Generalni inspektor vojnih službi bezbednosti, odnosno Unutrašnja i budžetska kontrola BIA. Spoljni nadzor i kontrolu vrše sudovi, Narodna skupština, Poverenik za informacije od javnog značaja i zaštitu podataka o ličnosti (Poverenik) i Zaštitnik građana.
Sudska kontrola vrši se primarno kroz obavezu pribavljanja sudskog naloga za pristup zadržanim podacima, pri čemu nadležni sudija ocenjuje da li su uslovi za primenu mere ispunjeni. Parlamentarni nadzor vrši se uglavnom preko dva skupštinska Odbora: Odbor za kontrolu služni bezbednosti koji nadzire zakonitost primene od strane VBA i BIA i Odbor za odbranu i unutrašnje poslove koji ima uopštene nadležnosti za kontrolu rada MUP-a.
Kao jedno od nezavisnih tela, Poverenik za informacije od javnog značaja i zaštitu podataka o ličnosti, nadzire pristup zadržanim podacima u okviru svoje dužnosti da štiti podatke o ličnosti. Nadležni organi i operatori dužni su da mu na godišnjem nivou dostave evidencije o zahtevima za pristup zadržanim podacima. Poverenik i Zaštitnik građana imaju pravo pokretanja postupka kontrole zakonitosti primene posebnih mera na zahtev građana ili svojom inicijativom.
Poverenik i Zaštitnik građana sproveli su takav nadzor dva puta. Prvi put 2012. godine sproveden je nadzor nad primenom Zakona o zaštiti podataka o ličnosti u praksi operatora telefonije u Srbiji. Nadzor nad internet provajderima sproveden 2014. godine obuhvatio je oko 180 kompanija, sa fokusom na nekoliko najvećih provajdera. Oba puta ocenjeno je da praktična situacija u vezi sa zaštitom privatnosti u velikoj meri odstupa od standarda utvrđenih Ustavom Republike Srbije i relevantnim međunarodnim dokumentima, s obzirom da veliki broj operatora ne raspolaže neophodnim normativnim i faktičkim instrumentima, a ni saznanjima o relevantnim zakonskim odredbama.

## Kontroverze sa pristupanjem podacima

### Direktan pristup izvan kontrole u Republici Srbiji
Sporno pitanje u vezi sa pristupom zadržanim podacima predstavlja direktan pristup ovim podacima. To znači da nadležni organi mogu samostalno da pristupaju ovim podacima, bez prethodnog upućivanja zahteva operatoru, čak i bez njegovog znanja. Ovaj mehanizam nema nikakvu pravnu osnovu i predstavlja ozbiljno ugrožavanje privatnosti korisnika. Ipak, u praksi postaje više pravilo, nego izuzetak. Operatore zakon obavezuje da beleže samo primljene zahteve za pristup, direktni pristupi ostaju van evidencije, što ima za posledicu masovno netransparentno prikupljanje podataka. Telenor je jedini operator koji samostalne pristupe beleži i prijavljuje Povereniku. Na osnovu godišnjih evidencija dostavljenih Povereniku, broj pisanih zahteva podnetih Telenoru tokom 2017. godine iznosi 367, dok je broj direktnih pristupa tokom 2017. godine znatno veći i iznosi 381.758 pristupa. S obzirom na to da jedino Telenor, koji čini 30% udela na srpskom tržištu, vodi evidenciju direktnih pristupa, izvesno je da je ukupni broj samostalnih pristupa zadržanim podacima u Srbiji znatno veći. Telekom Srbija i Vip takođe poseduju aplikacije za samostalni pristup državnih organa, ali njihovi  direktni pristupi ostaju nezabeleženi.

### Sporna mera u Evropskoj uniji
U Evropskoj uniji zadržavanje podataka bilo je uređeno direktivom iz 2006. godine, koja je od samog početka bila kontroverzna i u međuvremenu je osporena pred Sudom pravde EU. Na njoj zasnovani nacionalni zakoni osporeni su pred ustavnim sudovima nekih od država članica (Nemačka, Češka, Rumunija).
U odluci od 8. aprila 2014. godine  (C-293/12 and C-594/12) Sud pravde Evropske unije poništio je direktivu EU o zadržavanju podataka (2006/24/EC) i ustanovio da ona nije u skladu sa Poveljom o osnovnim ljudskim pravima EU. Direktiva je obavezala države članice da sopstvenim zakonima nametnu pružaocima telekomunikacionih usluga obavezu zadržavanja podataka o komunikaciji za period koji ne može biti kraći od 6 meseci, niti duži od  2 godine. Spektar podataka koji su operatori bili u obavezi da zadrže, o svom trošku, bio je veoma detaljan, što je izazvalo brojne kontroverze i negativne reakcije evropske javnosti, koja je smatrala da je ovlašćenim organima dat predugačak spisak podataka kojima imaju pravo da pristupe.
Sud je smatrao da direktiva predstavlja sveobuhvatan i ozbiljan uticaj na prava na poštovanje privatnog i porodičnog života (čl. 7 Povelje) i zaštitu ličnih podataka (čl. 8 Povelje). „Ti podaci, uzeti zajedno, mogu omogućiti donošenje vrlo preciznih zaključaka o privatnom životu osoba čiji su podaci zadržani, kao što su svakodnevne navike, mesta trajnih ili privremenih boravaka, dnevna ili druga kretanja, obavljane aktivnosti, društveni odnosi i društvene sredine koje su te osobe posećivale“, zaključio je Sud.
Problem Direktive pored predugačkog okvirnog perioda zadržavanja podataka je i nepostojanje preciznih razloga za pristup podacima. Takođe, navedena direktiva ne propisuje da se podaci zadržavaju samo na području Unije i ne predviđa objektivan kriterijum koji bi ograničio broj osoba koje raspolažu ovlašćenjima za pristup. Ništavnost ove direktive ne ukida automatski i zakone država članica EU koji su na osnovu nje doneti.
Dve godine kasnije Sud pravde EU presudio je (predmeti C-203/15°C698/15) da vlade ne mogu primorati kompanije koje pružaju usluge telekomunikacija da zadrže sve podatke o klijentima i proglasio opšte, neselektivno zadržavanje podataka o komunikaciji neopravdanom merom. Međutim, države članice mogu usvojiti zakone koji dozvoljavaju „ciljano zadržavanje podataka o prometu i lokaciji u svrhu borbe protiv kriminala", ako je zadržavanje ograničeno na ono što je striktno neophodno.

## Literatura
- Milosavljević, Bogoljub. Pravni okvir i praksa primene posebnih postupaka i mera za tajno prikupljanje podataka u Republici Srbiji. Архивирано на веб-сајту  (9. јул 2019) Beograd, Beogradski centar za bezbednosnu politiku, 2015
- Pejić, Jelena. Ko nas prisluškuje. Архивирано на веб-сајту  (9. јул 2019) Beograd: Beogradski centar za bezbednosnu politiku, 2014
- Petrović, Predrag (ur). Posebne mere tajnog prikupljanja podataka: Vodič za nadzor Архивирано на веб-сајту  (9. јул 2019). Beograd: Beogradski centar za bezbednosnu politiku, 2015

## Spoljašnje veze
- Zvaničan sajt Beogradskog centra za bezbednosnu politiku Архивирано на веб-сајту  (4. јануар 2018) (na jeziku: srpski) (na jeziku: engleski)
- Zvaničan sajt SHARE Fondacije (na jeziku: srpski) (na jeziku: engleski)
- Zvaničan sajt Poverenika za informacije od javnog značaja i zaštitu podataka o ličnosti (na jeziku: srpski) (na jeziku: engleski)